# Plebejus asur
Plebejus asur är en fjärilsart som beskrevs av Ramon Agenjo Cecilia 1966. Plebejus asur ingår i släktet Plebejus och familjen juvelvingar. Inga underarter finns listade i Catalogue of Life.